# جيرالد فاولر
جيرالد فاولر (بالإنجليزية: Gerald Fuller)‏ هو كيميائي أمريكي، ولد في 1953.